# LGBT práva na Svatém Kryštofu a Nevisu

Duhová mapa Svatého Kryštofa a Nevisu

Lesby, gayové, bisexuálové a translidé (LGBT) se na Svatém Kryštofu a Nevisu setkávají s právními komplikacemi neznámými pro většinové obyvatelstvo. Od srpna 2022 je stejnopohlavní soužití legální.

## Homosexualita

### Nezákonnost mužské homosexuality
Stejnopohlavní styk mezi muži byl na Svatém Kryštofu a Nevisu nelegální. Sekce 57 a 57 "Zločinů proti lidské přirozenosti" kriminalizuje soulož mezi muži. Sekce 56 "Zločiny proti lidské přirozenosti": "Ohavný čin sodomie" - ukládá za její spáchání trest odnětí svobody v maximální délce trvání 10 let, případně také těžké práce.
Sekce 57 "Zločiny proti lidské přirozenosti": Kdo svede, či se pokusí svést jinou osobu ke spáchání výše uvedeného trestného činu, bude posuzován jako by jej spáchal, a bude potrestán odnětím svobody v délce trvání čtyř let nebo těžkými pracemi
Vláda Svatého Kryštofa a Nevisu říká, že jí nebyl dán lidem mandát na to, aby rozhodovalo o dekriminalizaci homosexuality. Navzdory existence zákonů proti sodomii, nebyl zaznamenán žádný případ jejich aktivního prosazování.

### Ženská homosexualita
Ženská stejnopohlavní sexuální aktivita je legální.

## Rozhodnutí ústavního soudu
Z rozhodnutí Ústavního soudu východního Karibiku (anglicky Eastern Caribic Supreme Court) ze dne 30. srpna 2022 vyšel verdikt, který považuje stíhání homosexuality ze strany státu za nelegální a v rozporu s ústavou. Stejnopohlavní soužití jsou tím pádem díky tomuto verdiktu legální.

## Sociální podmínky
23. března 2005 zakotvila na ostrovech výletní loď s přibližně 110 americkými pasažéry, převážně homosexuální orientace. Přístavní policie měla loď zastavit ihned na pobřeží a jejího kapitána předat celnímu a imigračnímu úřadu, který mu nařídil, aby okamžitě odplul. Ředitel přístavní policie na to řekl novinářům, že si obyvatelé Svatého Kryštofa a Nevisu nepřeje, aby se homosexualita stala součástí jejich kultury.

## Souhrnný přehled
| Legální stejnopohlavní styk                                                            | (2022) |
| Stejný věk legální způsobilosti k pohlavnímu styku                                     | (2022) |
| Antidiskriminační zákony v zaměstnání                                                  | No     |
| Antidiskriminační zákony v přístupu ke zboží a službám                                 | No     |
| Antidiskriminační zákony v ostatních oblastech (homofobní urážky, zločiny z nenávisti) | No     |
| Stejnopohlavní manželství                                                              | No     |
| Jiná forma stejnopohlavního soužití                                                    | No     |
| Adopce dítěte partnera                                                                 | No     |
| Společená adopce dětí stejnopohlavními páry                                            | No     |
| LGBT osoby smějí otevřeně sloužit v armádě                                             | No     |
| Možnost změny pohlaví                                                                  | No     |
| Přístup k umělému oplodnění pro lesbické ženy                                          | No     |
| Náhradní mateřství pro gay páry                                                        | No     |
| MSM smějí darovat krev                                                                 | No     |